# توگورگوی
توگورگوی (به لاتین: Tugurgoy) یک منطقهٔ مسکونی در روسیه است که در آدیغیه واقع شده‌است.